# Generalni konzulat Republike Slovenije v Monoštru
Generalni konzulat Republike Slovenije v Monoštru (tudi Generalni konzulat Republike Slovenije Monošter) je diplomatsko-konzularno predstavništvo (generalni konzulat) Republike Slovenije s sedežem v Monoštru (Szentgotthárd, Madžarska); spada pod okrilje Veleposlaništvu Republike Slovenije na Madžarskem.
Trenutna generalna konzulka je Dubravka Šekoranja.